# Középső devon
A középső devon a devon időszak három kora közül a második, amely 393,3 ± 1,2 millió évvel ezelőtt (mya) kezdődött a kora devon kor után, és 382,7 ± 1,6 mya ért véget a késő devon kor előtt. Kronosztratigráfiai megfelelője a középső devon sorozat.

## Tagolása
A kort az alábbi két korszakra tagolják (a korábbitól a későbbi felé haladva):
- Eifeli korszak: 393,3 ± 1,2 – 387,7 ± 0,8 Ma
- Giveti korszak: 387,7 ± 0,8 – 382,7 ± 1,6 Ma

## Meghatározása
A Nemzetközi Rétegtani Bizottság meghatározása szerint a középső devon sorozat alapja (a kor kezdete) a Polygnathus costatus partitus konodonta megjelenésével kezdődik. A sorozat tetejét (a kor végét) a Ancyrodella rotundiloba konodontafaj megjelenése jelzi.

## Élővilága
A középső devon idején csökkent az Ostracodermata csoportba tartozó állkapocs nélküli páncélos halak diverzitása és az óceánokban és az édesvizekben is egyre változatosabbá váltak az állkapcsos halak. A sekély, meleg, oxigénszegény tavak megfelelő környezetet biztosítottak ahhoz, hogy tüdő alakuljon ki egyes halakban, amely megengedte, hogy rövid időszakokra a szárazföldre látogassanak, valószínűleg azért, hogy élelmet szerezzenek. E halak leszármazottai voltak a késő devon idején megjelent négylábúak (Tetrapoda).